# Thiloa glaucocarpa
Thiloa glaucocarpa là một loài thực vật có hoa trong họ Trâm bầu. Loài này được (Mart.) Eichler miêu tả khoa học đầu tiên năm 1866.